# Metropolia del Tatarstan

Localizzazione del Tatarstan nella federazione russa.

La metropolia del Tatarstan (in russo Татарстанская митрополия?) è una delle province ecclesiastiche che costituiscono la Chiesa ortodossa russa.
Istituita dal Santo Sinodo il 6 giugno 2012, comprende l'intera Repubblica del Tatarstan nel circondario federale del Volga.
È costituita da 4 eparchie:
- Eparchia di Kazan'
- Eparchia di Al'met'evsk
- Eparchia di Čistopol'
- Eparchia di Naberežnye Čelny

Sede della metropolia è la città di Kazan', il cui eparca ha il titolo di "Metropolita di Kazan' e Tatarstan".